# Gobiodon aoyagii
Gobiodon aoyagii là một loài cá biển thuộc chi Gobiodon trong họ Cá bống trắng. Loài này được mô tả lần đầu tiên vào năm 2013.

## Từ nguyên
Từ định danh aoyagii được đặt theo tên của Hyoji Aoyagi (1912–1971), nhà ngư học người Nhật, người đầu tiên cung cấp thông tin về loài cá này tại Nhật Bản (với tên gọi Gobiodon rivulatus).

## Phân bố và môi trường sống
G. aoyagii có phân bố rải rác trên vùng Đông Ấn - Tây Thái, được ghi nhận tại quần đảo Ryukyu (Nhật Bản), đảo Cebu (Philippines), Papua New Guinea, quần đảo Cocos (Keeling) và ngoài khơi bang Queensland (Úc).
Theo như ghi nhận của Munday và cộng sự (1999), G. aoyagii gần như chỉ sống cộng sinh cùng với Acropora tenuis tại vùng biển Papua New Guinea và rạn san hô Great Barrier. A. tenuis, một loài đang bị tẩy trắng trên Thái Bình Dương do ảnh hưởng nghiêm trọng từ sự kiện dao động phương Nam, cũng như acid hóa đại dương. Cá bống Gobiodon không thể sống trên những cụm san hô bị tẩy trắng hoặc phủ đầy tảo, do đó G. aoyagii được xếp vào nhóm Loài sắp nguy cấp theo Sách đỏ IUCN.

## Mô tả
Chiều dài lớn nhất được ghi nhận ở G. aoyagii là 3,5 cm. Loài này có màu vàng lục hoặc xanh da trời với rất nhiều vệt đốm đỏ tươi. So với hai loài có kiểu hình tương đồng, Gobiodon histrio và Gobiodon erythrospilus, G. aoyagii có những đặc điểm sau: 2 đốm tròn màu đỏ trên gốc vây ngực (sọc thẳng ở G. erythrospilus và G. histrio), nhiều đốm đỏ dưới đầu (không có ở hai loài kia), và không có sọc lưỡi liềm màu đỏ dọc quanh gốc tia vây ngực (có ở hai loài kia).
Số gai vây lưng: 7; Số tia vây lưng: 9–11; Số gai vây hậu môn: 1; Số tia vây hậu môn: 8–9; Số tia vây ngực: 19–21; Số gai vây bụng: 1; Số tia vây bụng: 5.